# Artă interactivă

The Tunnel under the Atlantic (1995), Maurice Benayoun, Instalație de realitate virtuală interactivă, o conexiune video între vizitatorii galeriei din Paris și Montreal

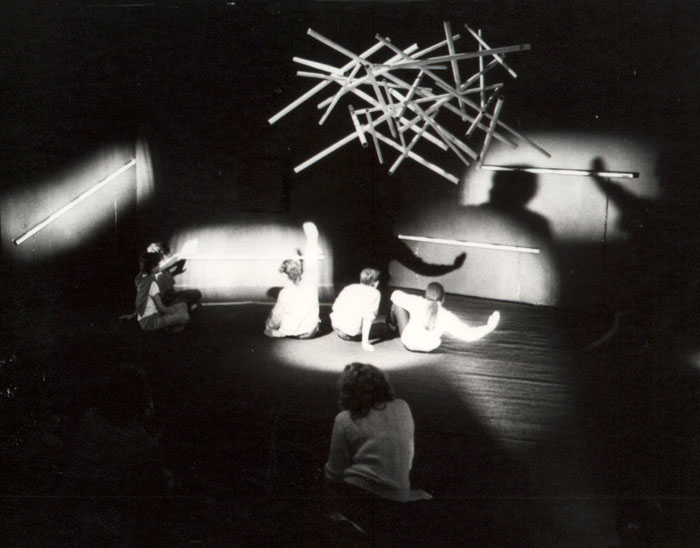
Camera de muzică (1983), Jean-Robert Sedano și Solveig de Ory în Montpellier, Franța

Arta interactivă (digitală) este o formă de artă care implică spectatorul într-un mod activ. Unele instalații artistice interactive realizează acest lucru permițându-i observatorului să treacă prin ele, peste ele sau să se plaseze în jurul lor; în altele, artistul sau spectatorii devin parte ei înșiși din opera de artă .
Acest tip de artă include frecvent computere, interfețe și uneori senzori cu scopul de a răspunde la mișcare, căldură, schimbări meteorologice sau alte tipuri de stimuli la care instalațiile au fost programate să reacționeze. Majoritatea exemplelor de artă virtuală de pe Internet și de artă electronică sunt interactive. Uneori, internauții pot naviga printr-un mediu hipertext; unele lucrări acceptă intrări textuale sau vizuale din exterior; deseori, publicul poate influența cursul unui spectacol sau poate chiar participa la acesta. Alte lucrări de artă interactivă sunt considerate imersive, deoarece calitatea interacțiunii implică tot spectrul de stimuli din jur. Mediile de realitate virtuală, cum ar fi lucrările lui Maurice Benayoun și Jeffrey Shaw, sunt extrem de interactive, deoarece lucrările cu care interacționează spectatorii - Maurice Benayoun îi numește „vizitatori”, Miroslaw Rogala îi numește (v)utilizatori, iar Char Davies „imersivi” - ocupă toate câmpurile de percepție ale acestora.
Deși câteva dintre primele exemple de artă interactivă datează încă din anii 1920, arta digitală nu a intrat oficial în lumea artei decât la sfârșitul anilor 1990. De la acest debut, nenumărate muzee și galerii au implementat din ce în ce mai mult arta digitală și interactivă în producțiile lor. Acest gen de artă în devenire continuă să crească și să evolueze într-o manieră oarecum rapidă prin intermediul subculturii sociale de pe internet, precum și prin instalații urbane la scară largă.

## Interactivitatea în artă

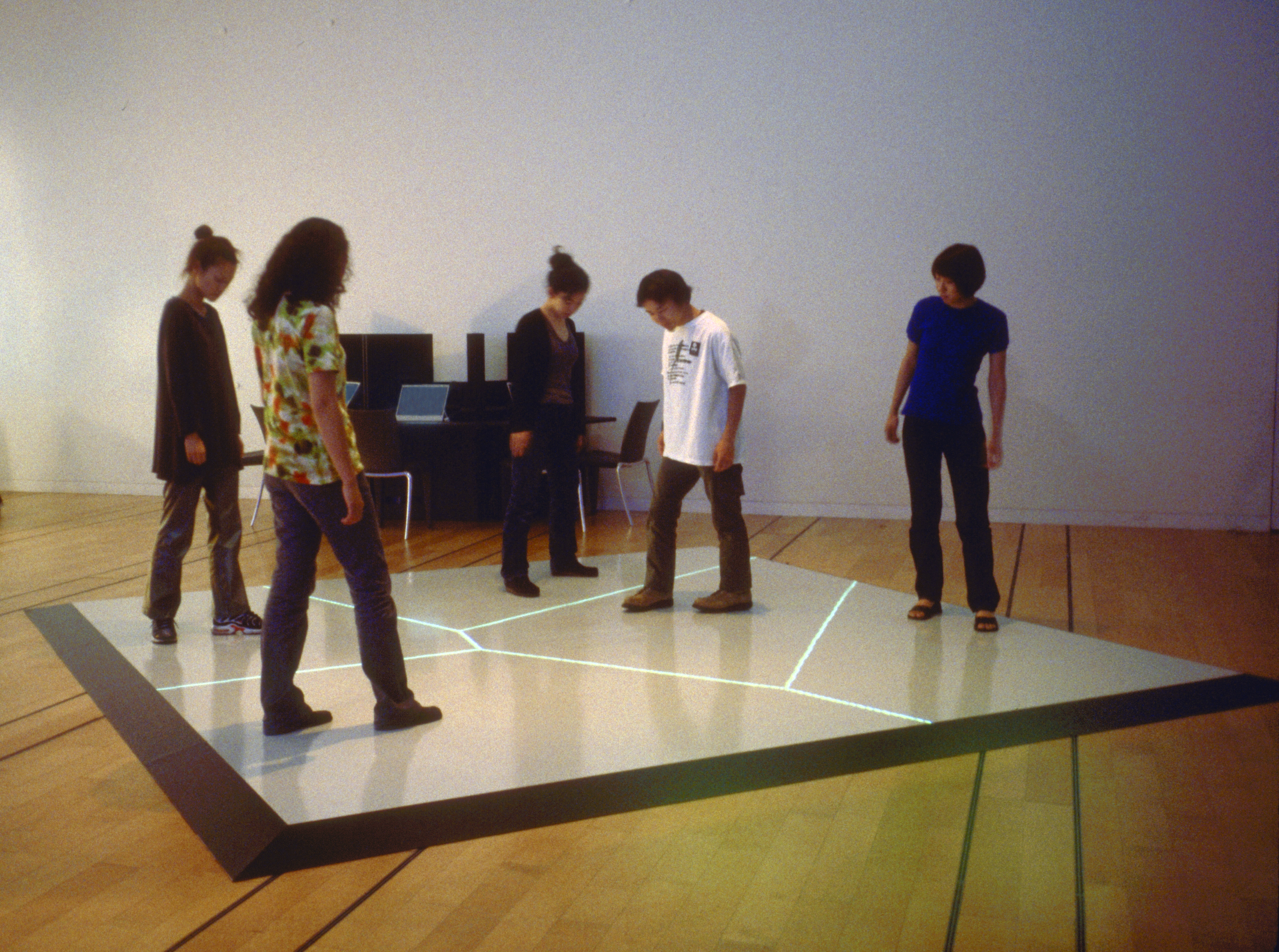
Boundary Functions (1998) proiecție interactivă a pardoselii, realizată de Scott Snibbe la Centrul NTT InterCommunication din Tokyo

În cadrul artei interactive, spectatorii participă la creație într-un fel sau altul, furnizând un feedback pentru a determina rezultatul. Spre deosebire de formele de artă tradiționale, în care interacțiunea spectatorului se produce doar la nivel mental, interactivitatea permite diverse tipuri de navigare, asamblare și/sau contribuție la o operă de artă, care depășește cu mult activitatea pur psihologică. Interactivitatea ca mediu produce semnificație.
Interactivitatea instalațiilor de artă sunt, în general, bazate pe computere și senzori, care pot măsura temperatura, detecta mișcarea, proximitatea și alte fenomene meteorologice programate de producător cu scopul de a obține răspunsuri bazate pe acțiunile participantului. În operele de artă interactive, atât publicul, cât și mașinăria lucrează în concordanță pentru a produce o capodoperă pe care fiecare spectator să o observe. Cu toate acestea, nu toți observatorii interpretează exponatele în aceeași manieră. Deoarece este vorba despre artă interactivă, fiecare observator își construiește propria interpretare a operei de artă și poate fi complet diferită față de punctele de vedere ale altui observator .
Arta interactivă poate fi distinsă de arta generativă prin subzistența unei comunicări între opera de artă și spectator; în mod specific, participantul are posibilitatea de a acționa asupra operei de artă și, în plus, este invitat să facă acest lucru în contextul piesei, lucrarea în sine presupunând interacțiune. În plus, putem considera că lucrarea ține cont de spectatorul său. De multe ori, o instalație poate fi definită ca un „mediu receptiv”, în special acele instalații create de arhitecți și designeri. În schimb, Arta Generativă, care poate fi interactivă, dar nu receptivă în sine, tinde să fie un monolog – opera de artă se poate schimba sau evolua în prezența privitorului, dar spectatorul nu poate interacționa cu exponatul, ci se poate doar bucura de acesta.

## Istorie
Potrivit lui Maurice Benayoun, artist și gânditor în domeniul noilor media, prima operă de artă interactivă trebuie să fi fost o lucrare creată de Parrhasius în timpul concursului de artă cu Zeuxis, relatat de Pliniu în secolul al V-lea î.Hr., când Zeuxis a încercat să dezvăluie cortina pictată. Lucrarea este definită de gestul lui Zeuxis și nu ar exista fără acesta. Prin gestul său, Zeuxis a devenit o parte a operei lui Parrhasius. Acest lucru demonstrează că unicitatea artei interactive se regăsește adesea în calitatea „situațiilor“ propuse și în participarea „Celuilalt“ la procesul de deslușire a sensurilor, mai degrabă decât în utilizarea computerelor. Cu toate acestea, computerele și calculul în timp real au facilitat intrarea artelor contemporane în sfera virtualității.
Cele mai vechi exemple de artă interactivă au fost create încă din anii 1920. Un exemplu este opera lui Marcel Duchamp, numită Rotary Glass Plates . Opera de artă a oferit privitorului oportunitatea de a porni mașinăria, fiind mai apoi capabil de a vedea o iluzie optică de la un metru distanță.
Din motive parțial politice, conceptul de artă interactivă a început să se dezvolte mai mult prin anii 1960 . La acea vreme, mulți oameni au considerat că nu este potrivit ca artiștii să-și reflecte singura putere creativă în lucrările lor. Artiștii care au avut acest punct de vedere cu privire la artă au vrut să ofere publicului propria amprentă în acest proces creativ. Un exemplu timpuriu se regăsește în „picturile de schimbare” de la începutul anilor 1960 ale lui Roy Ascott, despre care Frank Popper a scris: „Ascott a fost printre primii artiști care au inventat participarea totală și activă a spectatorilor” . În afară de viziunea „politică”, exista, de asemenea, ideologia curentă că interacțiunea și implicarea au un rol pozitiv în cadrul procesului creativ.
În anii 1970, artiștii au început să se folosească de noile tehnologii, cum ar fi video și sateliții, pentru a experimenta spectacole live și interacțiuni prin difuzarea directă de materiale video și audio.
Arta interactivă a devenit un fenomen de amploare datorită apariției interactivității pe calculator în anii 1990. Odată cu aceasta a venit și un nou tip de experiență artistică. Odată cu aceasta a apărut un nou tip de artă-experiență. Publicul și mașinăria puteau acum să lucreze mai ușor împreună, în dialog, pentru a produce o operă de artă unică pentru fiecare public . La sfârșitul anilor 1990, muzeele și galeriile au început să includă din ce în ce mai mult această formă de artă în expozițiile lor. Acest lucru continuă și astăzi și se extinde doar datorită comunicării sporite prin intermediul mediilor digitale.

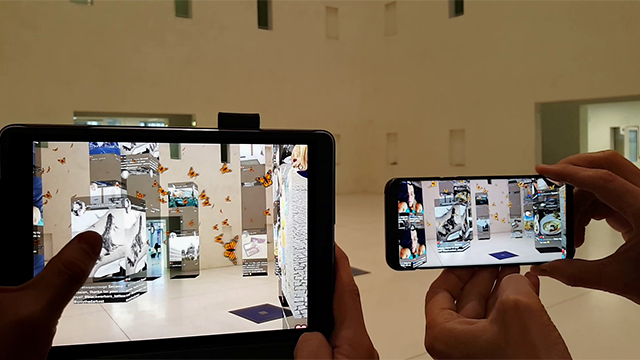
10.000 Moving Cities (2018), Marc Lee, Joc multiplayer cu realitate augmentată, Instalație de artă folosind smartphone-uri

În ultimii 10-15 ani s-a creat o disciplină hibridă emergentă care se bazează pe interesele combinate ale unor artiști și arhitecți. Granițele disciplinare s-au estompat, iar un număr semnificativ de arhitecți și designeri interactivi s-au alăturat artiștilor electroniști în crearea de noi interfețe personalizate și în evoluția tehnicilor de obținere a informațiilor de la utilizatori (cum ar fi senzorii alternativi, analiza vocii etc.); forme și instrumente pentru afișarea informației (cum ar fi proiecția video, laserele, actuatoarele robotizate și mecatronice, iluminarea cu led-uri etc.); moduri de comunicare om-om și om-mașină (prin intermediul Internetului și altor rețele de telecomunicații ); și la dezvoltarea contextelor sociale pentru sisteme interactive (cum ar fi instrumente utilitare, experimente formale, jocuri și divertisment, critică socială și eliberare politică).

## Forme
Există numeroase forme diferite de artă interactivă. Astfel de forme pot oscila între dans interactiv, muzică și chiar dramă . Noile tehnologii, în primul rând sistemele informatice și tehnologia calculatoarelor, au introdus o nouă clasă de artă interactivă . Exemple de astfel de artă interactivă sunt: instalațiile de artă, arhitectura interactivă, filmul interactiv și povestirea interactivă. Întrucât există un presupus participant sau un agent în interactivitate, arta interactivă se află în strânsă legătură cu arta performanței .

## Impact

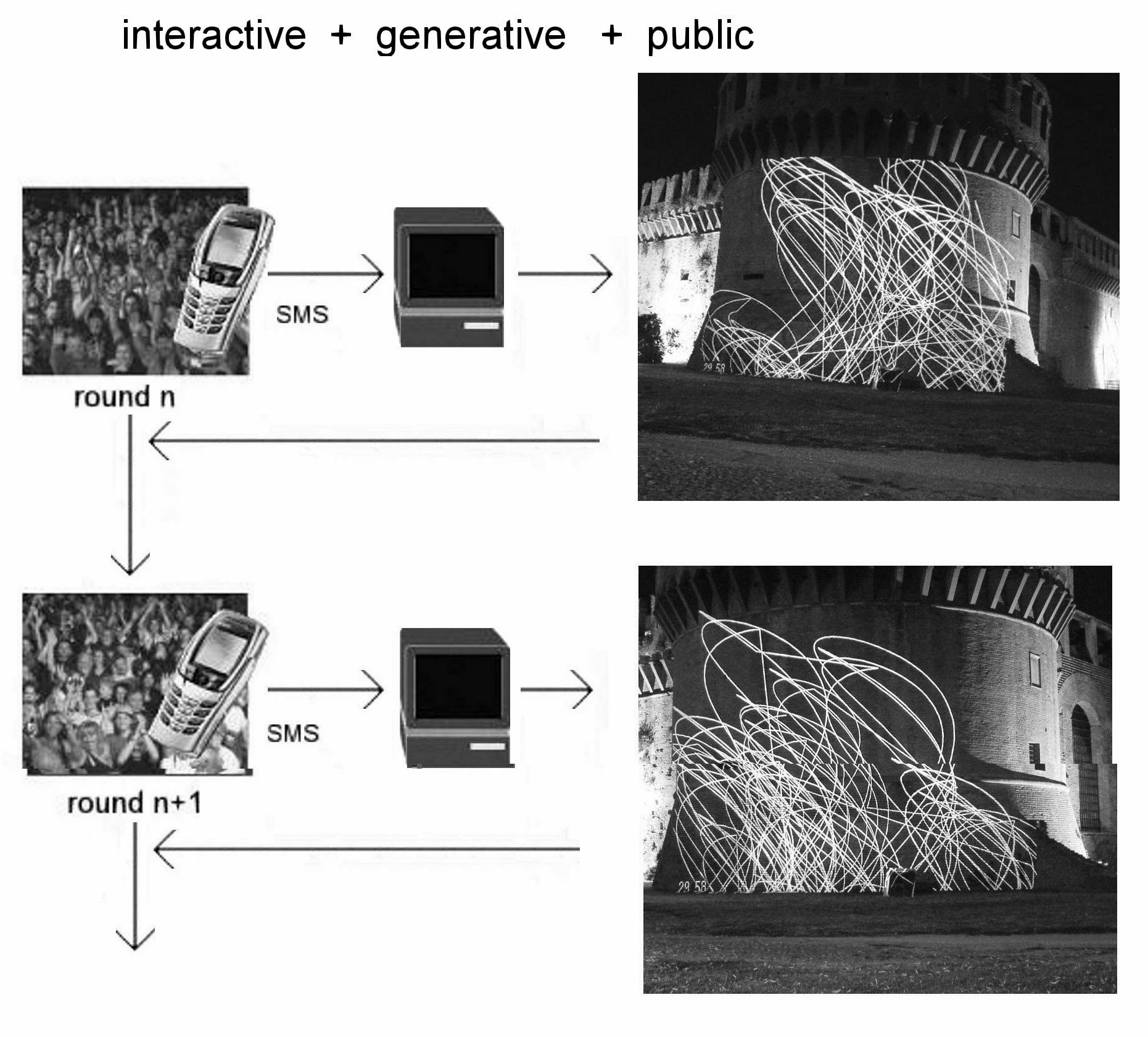
Maurizio Bolognini, seria Collective Intelligence Machines (CIM-uri, din 2000): instalații interactive folosind rețeaua de telefonie mobilă și tehnologii de participare preluate din e-democrație.

Impactul estetic al artei interactive este mai profund decât era de așteptat.
Susținătorii artei contemporane mai „tradiționale” au remarcat în utilizarea calculatoarelor o modalitate de a echilibra neajunsurile artistice, alții consideră că arta nu mai constă în realizarea formei formale a operei, ci în proiectarea regulilor care determină evoluția formei în funcție de calitatea dialogului.

## Evenimente și locuri
Există numeroase festivaluri și expoziții importante la nivel global pe tematica artei interactive și media. Prix Ars Electronica este atât un concurs, cât și o expoziție anuală importantă care acordă premii unor exemple remarcabile de artă interactivă; Grupul de interes special în grafică al Asociației de mașini de calcul (SIGGRAPH), DEAF Dutch Electronic Arts Festival, Transmediale Germania, FILE - Festivalul Internațional de Limbaj Electronic, Brazilia și AV Festival England sunt alte câteva evenimente care merită menționate.
În anul 1994 la Universitatea din Wales, Newport, artistul Roy Ascott a înființat CAiiA, Center for Advanced Inquiry in the Interactive Arts, primind mai târziu numele de Planetary Collegium, care a fost primul centru de cercetare de doctorat și post-doctorat având la bază domeniul artei interactive.
În prezent, arhitectura interactivă a fost instalată pe fațadele clădirilor și ca parte a acestora, în holuri, muzee și spații publice de mari dimensiuni, inclusiv aeroporturi, în mai multe orașe din lume.  O serie de muzee importante, de exemplu, Galeria Națională, Tate, Muzeul Victoria & Albert și Muzeul Științei din Londra (pentru a cita principalele muzee britanice active în acest domeniu) au fost primii care au adoptat tehnologiile interactive, investind în resurse educaționale și, mai recent, în utilizarea creativă a playerelor MP3 pentru vizitatori. În 2004, Muzeul Victoria & Albert a însărcinat-o pe curatoarea și autoarea Lucy Bullivant să scrie Responsive Environments (2006), prima publicație de acest gen. Designerii interactivi sunt frecvent însărcinați să realizeze prezentări muzeale; o serie de designeri sunt specializați în calculatoare portabile.

## Instrumente
- Wiring – prima platformă de prototipare electronică cu sursă deschisă compusă dintr-un limbaj de programare, un mediu de dezvoltare integrat (IDE) și un microcontroler cu o singură placă. A fost dezvoltat începând cu anul 2003 de Hernando Barragán și a fost popularizat sub numele de Arduino
- Arduino – set de instrumente de calcul fizic sau electronice pentru obiecte și instalații interactive
- I-CubeX – senzori, actuatoare și interfețe pentru medii interactive
- Max/MSP – limbaj de programare pentru medii interactive
- Procesare (limbaj de programare) – folosit pentru multe proiecte de artă interactivă
- OpenFrameworks – instrument cu sursă deschisă similar procesării, folosit pentru multe proiecte interactive
- Pure Data – limbaj de programare cu sursă deschisă pentru muzică interactivă pe computer și lucrări multimedia
- TouchDesigner – un limbaj de programare vizuală bazat pe noduri pentru conținut multimedia interactiv în timp real